# El Rosario de Arriba
El Rosario de Arriba es una localidad del estado mexicano de Baja California. Es parte del municipio de San Quintín.

## Demografía
| Gráfica de evolución demográfica |
|                                  |

| Censo | Población |
| ----- | --------- |
| 1940  | 162       |
| 1950  | 372       |
| 1960  | 544       |
| 1970  | 971       |
| 1980  | 882       |
| 1990  | 7         |
| 2000  | 1 825     |
| 2010  | 1 704     |
| 2020  | 1 984     |